# Arremonops
Arremonops – rodzaj ptaków z rodziny pasówek (Passerellidae).

## Występowanie
Rodzaj obejmuje gatunki występujące w Ameryce.

## Morfologia
Długość ciała 13–16,5 cm, masa ciała 15–42 g.

## Systematyka

### Etymologia
Nazwa rodzajowa jest połączeniem nazwy rodzaju Arremon Vieillot, 1816 z greckim słowem ωψ ōps, ωπος ōpos – „wygląd”.

### Gatunek typowy
Embernagra rufivirgata Lawrence

### Podział systematyczny
Do rodzaju należą następujące gatunki:
- Arremonops rufivirgatus (Lawrence, 1851) – ciszek oliwkowy
- Arremonops chloronotus (Salvin, 1861) – ciszek zielonawy
- Arremonops tocuyensis Todd, 1912 – ciszek ubogi
- Arremonops conirostris (Bonaparte, 1850) – ciszek siwogłowy